# Amphibologryllacris ferruginea
Amphibologryllacris ferruginea är en insektsart som först beskrevs av Brunner von Wattenwyl 1888.  Amphibologryllacris ferruginea ingår i släktet Amphibologryllacris och familjen Gryllacrididae. Inga underarter finns listade i Catalogue of Life.